# Hordtberg
Der Hordtberg ist  mit 244,4 m ü. NHN die höchste Erhebung in Langenberg (Stadt Velbert). In Richtung Osten verläuft die Grenze zum Ennepe-Ruhr-Kreis über die Höhenlage.
Der Hordtberg ist durch eine größtenteils zusammenhängende, 120 ha große Waldfläche gekennzeichnet und wird schon seit dem 19. Jahrhundert vorwiegend zu Erholungszwecken genutzt. Bereits 1893 wurde hier ein hölzerner Aussichtsturm, der 21 m hohe Hordtbergturm, errichtet, der 1906 durch den Bau eines massiven Bismarckturmes ersetzt wurde. In der Folgezeit wurde auch eine Ausflugsgaststätte angebaut. Auf dem Hordtberg befinden sich mehrere Sendeanlagen des WDR, unter anderem der 301 m hohe Sender Langenberg. Seit der Eröffnung des Waldkletterparkes im Jahre 2009 auf Gipfelhöhe zieht der Hordtberg zusätzlich zahlreiche Besucher an.
Auf dem Hordtberg liegen die Velberter Ortsteile und Wohnplätze Am Brill, Bertram, Flasdiek, Hansberg, Meyberg, Niederhordt, Plätzken, Quellberg, Rommel, Sondern, Schwarzer Adler, Thielen, Texas und Übelgünne. Naturräumlich zählt der Hordtberg zu dem Hardenberger Hügelland (337112).
Das Tal im Westen der Erhebung wird von dem Deilbach gebildet, östlich davon fließt der Felderbach, der nördlich des Höhenzugs dem Deilbach zufließt. Mehrere Zuflüsse wie der Hordtbach, der Künningbach, der Quellbergbach, der Kinkhauser Bach/Vogelsbach und der Meybergsbach strukturieren die Bergflanken in tiefe Siepen. Benachbarte Erhebungen im Höhenzug sind die Ottoplatte im Süden und der Löper Berg im Norden. Die Kreisstraße K30 überquert die Erhebung und bindet den Sender, die Ortschaften und den Bismarckturm an.
Der Untergrund des Höhenzuges wird durch gefaltete, klastische Gesteine des flözleeren Namuriums  A und B gebildet, die früher in kleinen Steinbrüchen für den lokalen Gebrauch abgebaut wurden. Neben Tonsteinen dominieren Quarzite und Grauwackenbänke den Aufbau des Untergrundes.